# أصفر
اللون الأصفر هو لون مادي أولي وهو لون ينتج عن ضوء يحرض كلا مخاريط الرؤية من النوع L والنوع M (أطوال الموجات الطويلة والمتوسطة) في شبكية العين بشكل متساوي، ولكنه لا يحرض المخاريط من نوع S (الموجة القصيرة)، وهذا يعني أن معظم اللون الأصفر مكون من خليط من اللونين الأحمر والأخضر، ولكن ليس الأزرق. تتراوح طول موجة الضوء الأصفر بين 570-580 نانومتر.

## رمزية
- في الغرب، يرمز للثراء من لون الذهب والشمس
- وهو أيضا رمز الخديعة والغش والمرض.
- تسمى صحف الإشاعات بصحافة صفراء
- الابتسامة المتكلفة التي تكون دون شعور حقيقي بالفرح تسمى ابتسامة صفراء.
- عند الصينين هو رمز الإمبراطور والإمبراطورية
- لون حزام في المراحل الابتدائية من الكاراتيه والجودو
- يعتبر لون مقدس للهندوس وأكثر رجال الدين الهندوس لباسهم بلون الأصفر أو الأبيض.

يعتبر اللون الأصفر من أشد الألوان فرحا لأنه منير للغاية ومبهج. هذا اللون يمثل قمة التوهج والإشراق ويعد أكثر الألوان إضاءة ونورانية، لأنه لون الشمس ومصدر الضوء واهبة الحرارة والحياة والنشاط والسرور. واستخدمه المصريون القدماء رمزا لآلهة الشمس وللوقاية من المرض.
للون الأصفر دلالة أخرى تناقض الأولى وهي دلالته على الحزن والهم والذبول والكسل والموت والفناء ربما الدلالة هذه ترتبط بالخريف وموت الطبيعة والصحارى الجافة وصفرة وجوه المرضى.

## صور

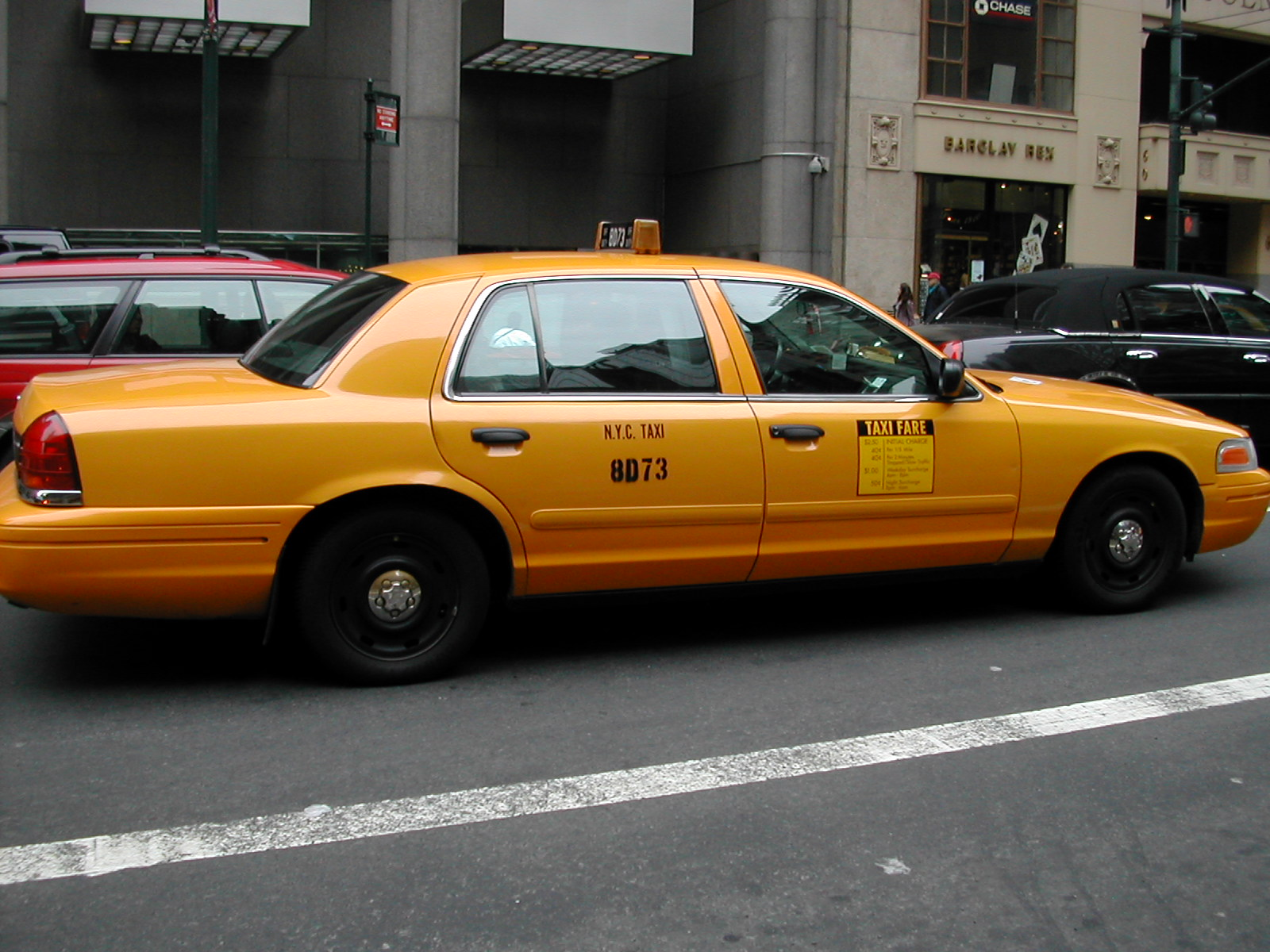
سيارات نيويورك الصفراء
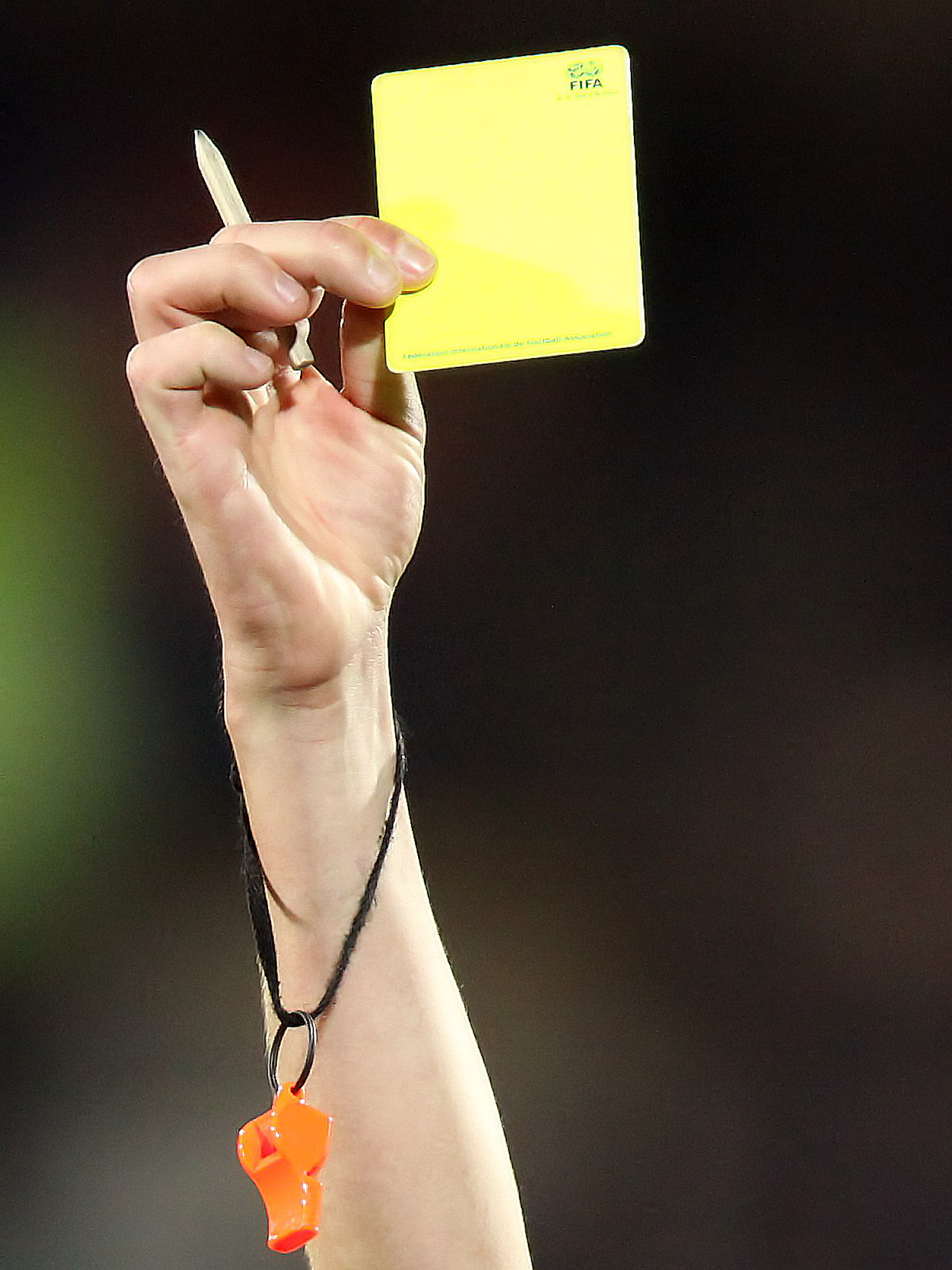
البطاقة الصفراء وتشهر في بعض الرياضات (مثل كرة القدم) للإنذار
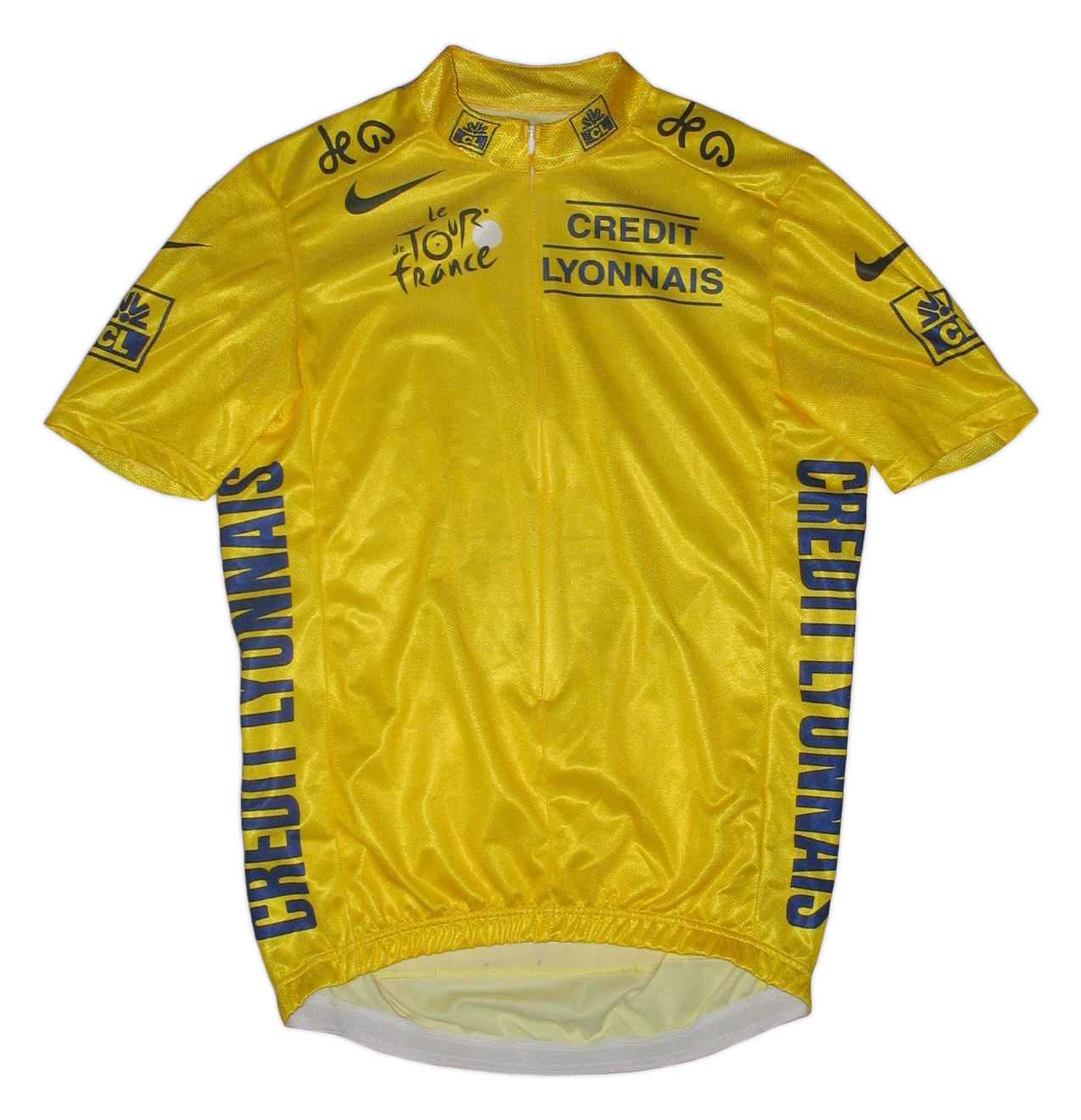
القميص الأصفر الذي يرتديه متصدر سباق الدراجات

### في الطبيعة

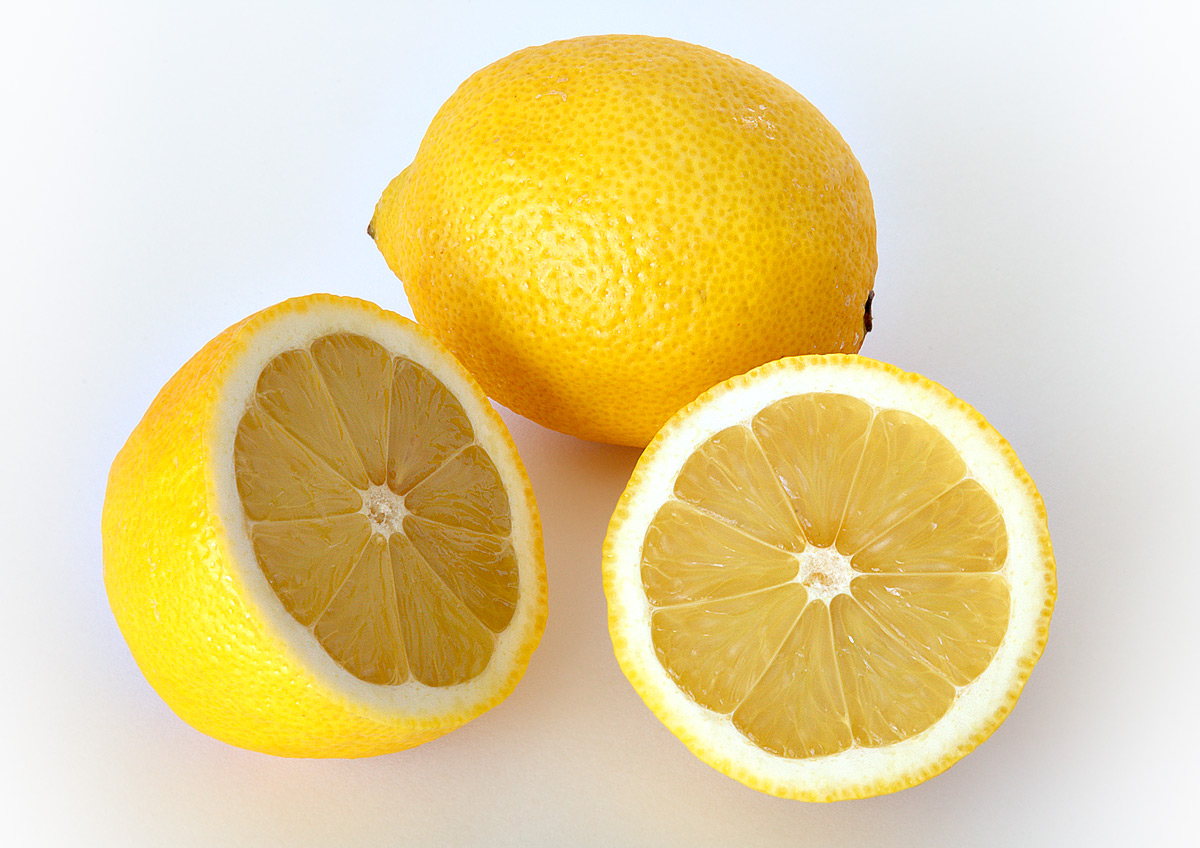
ليمون
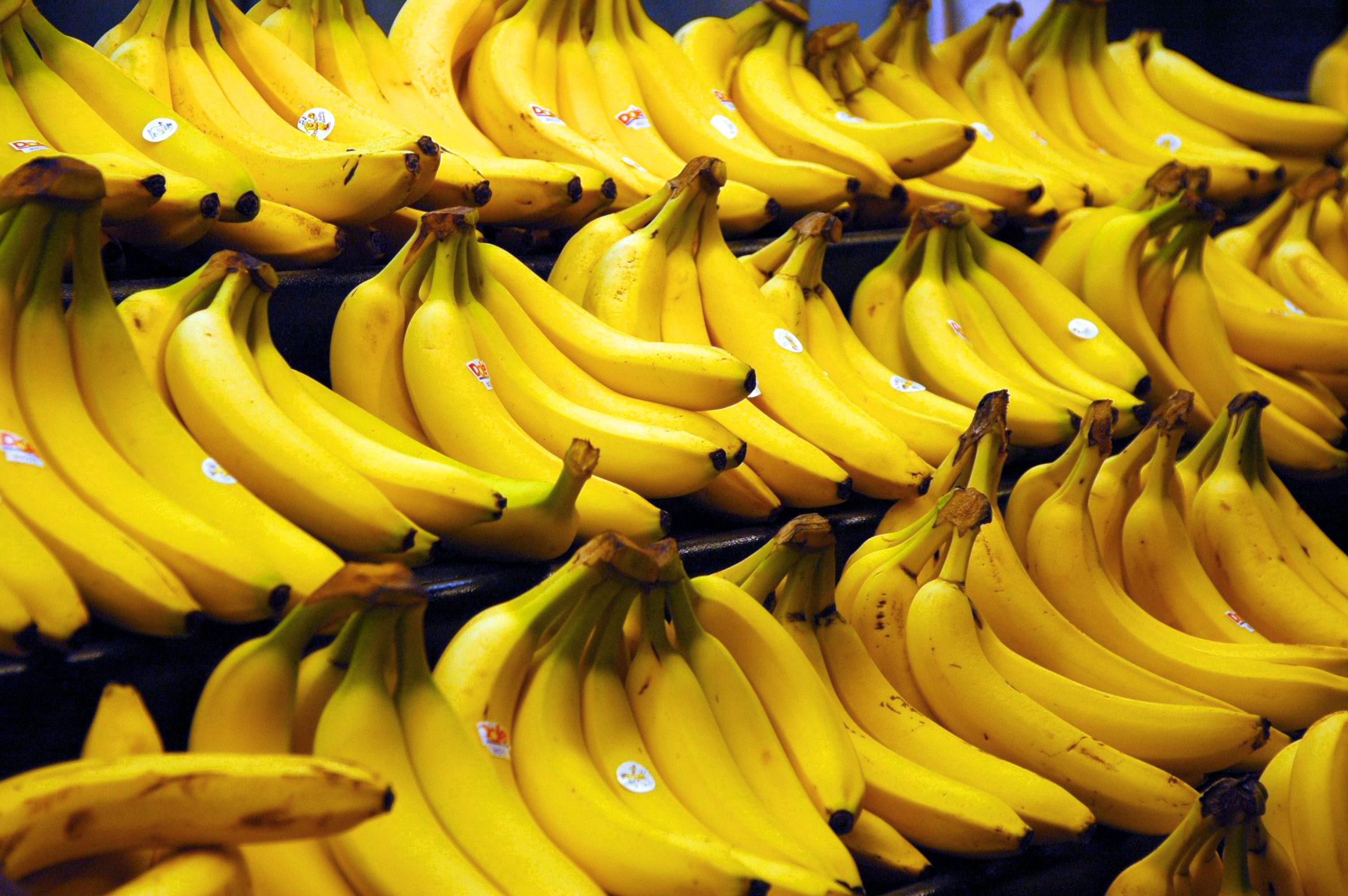
موز
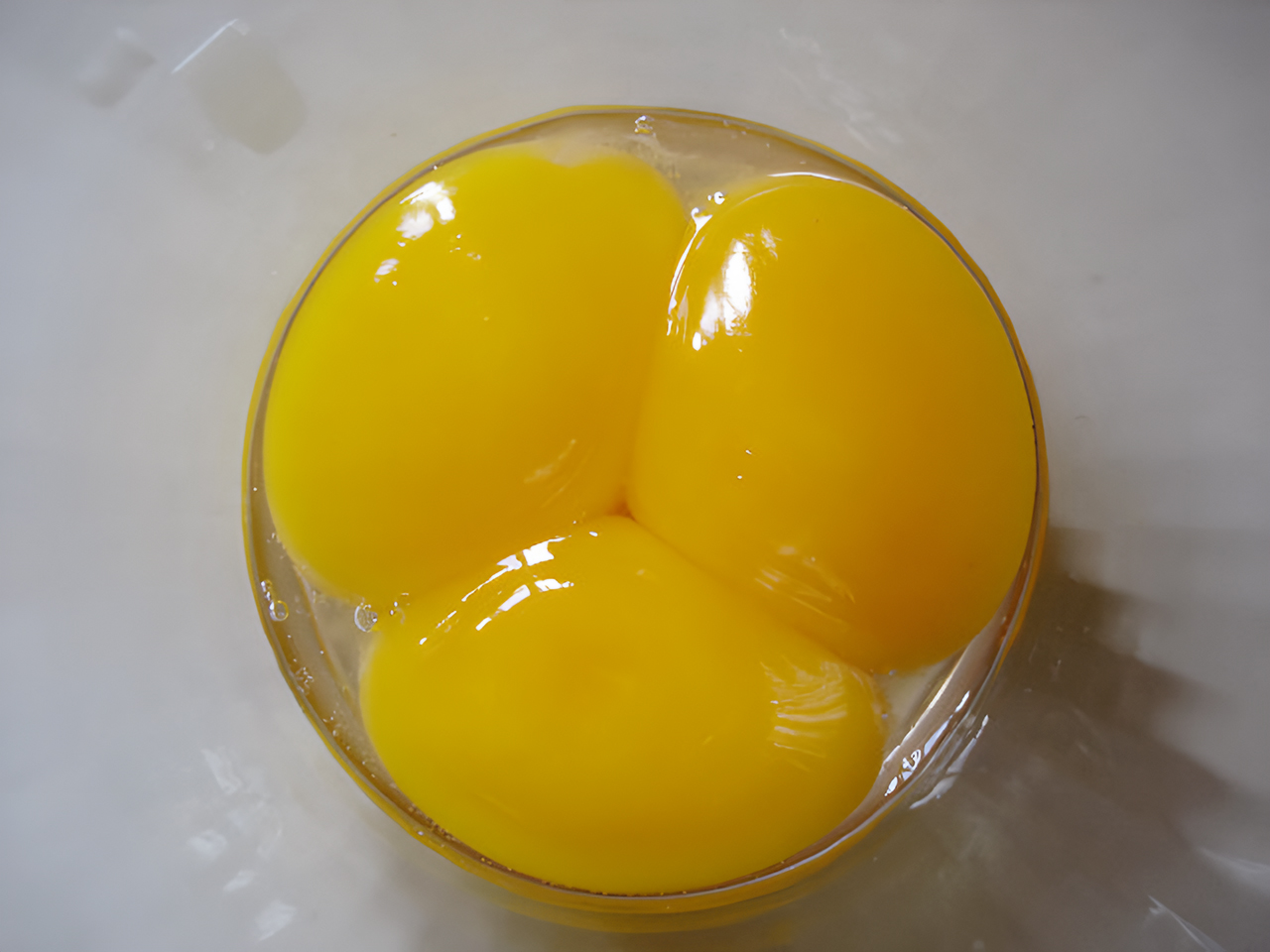
صفار البيض
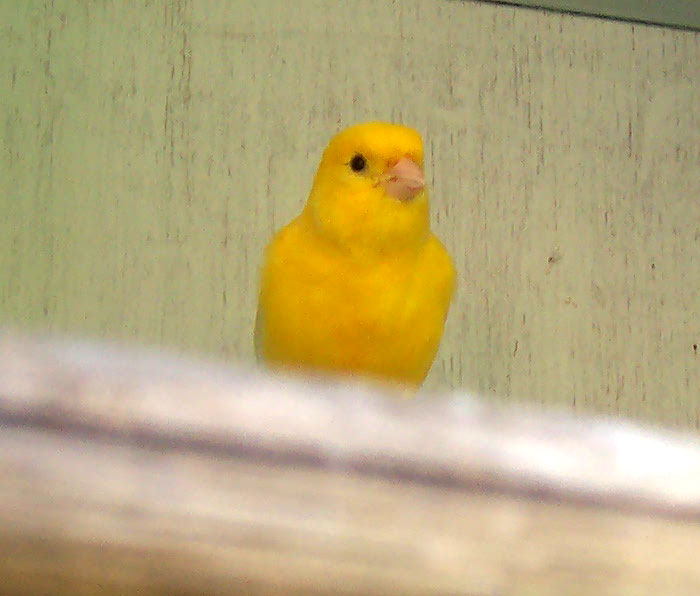
كناري منزلي
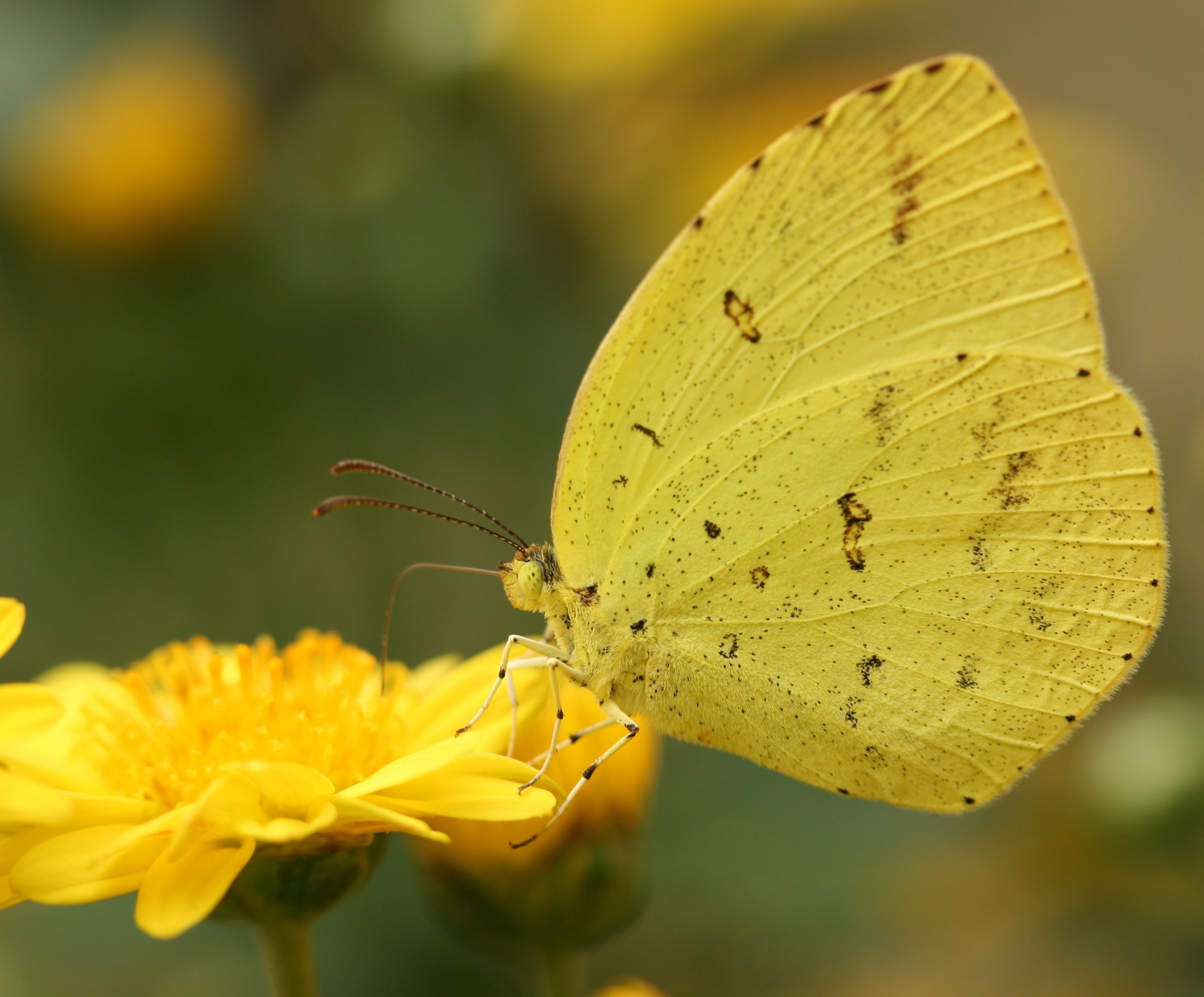
Eurema hecabe
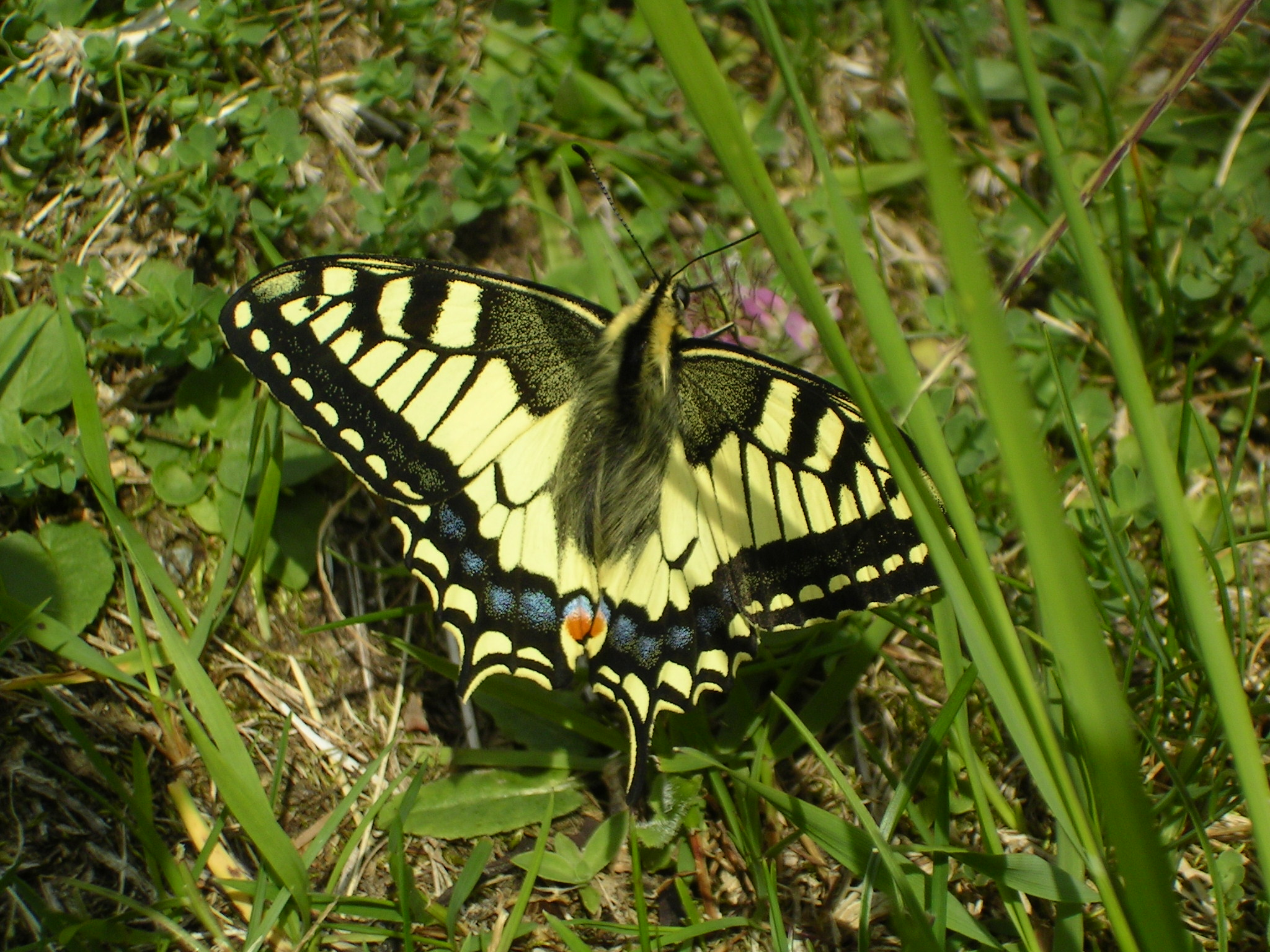
مذناب مقون
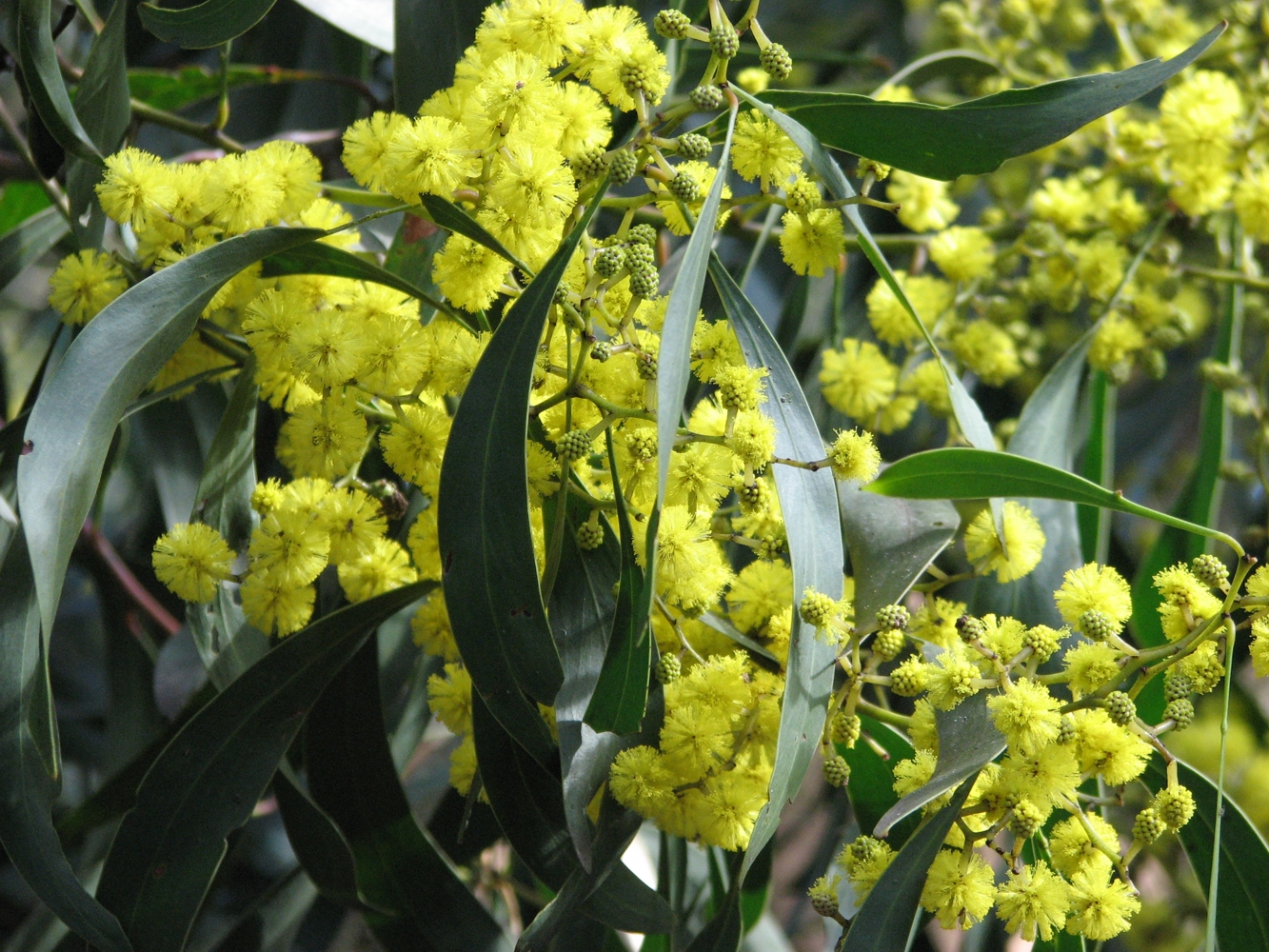
سنط كثيف الأزهار
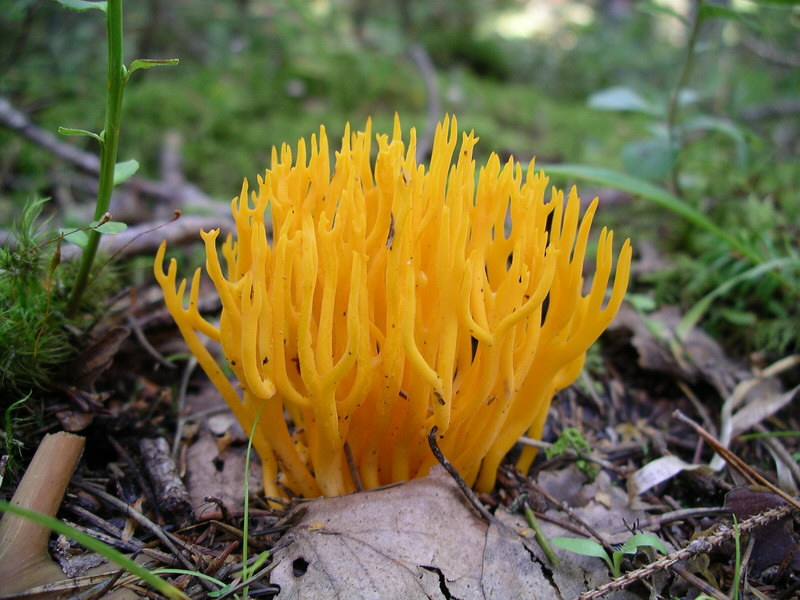
فطر أصفر
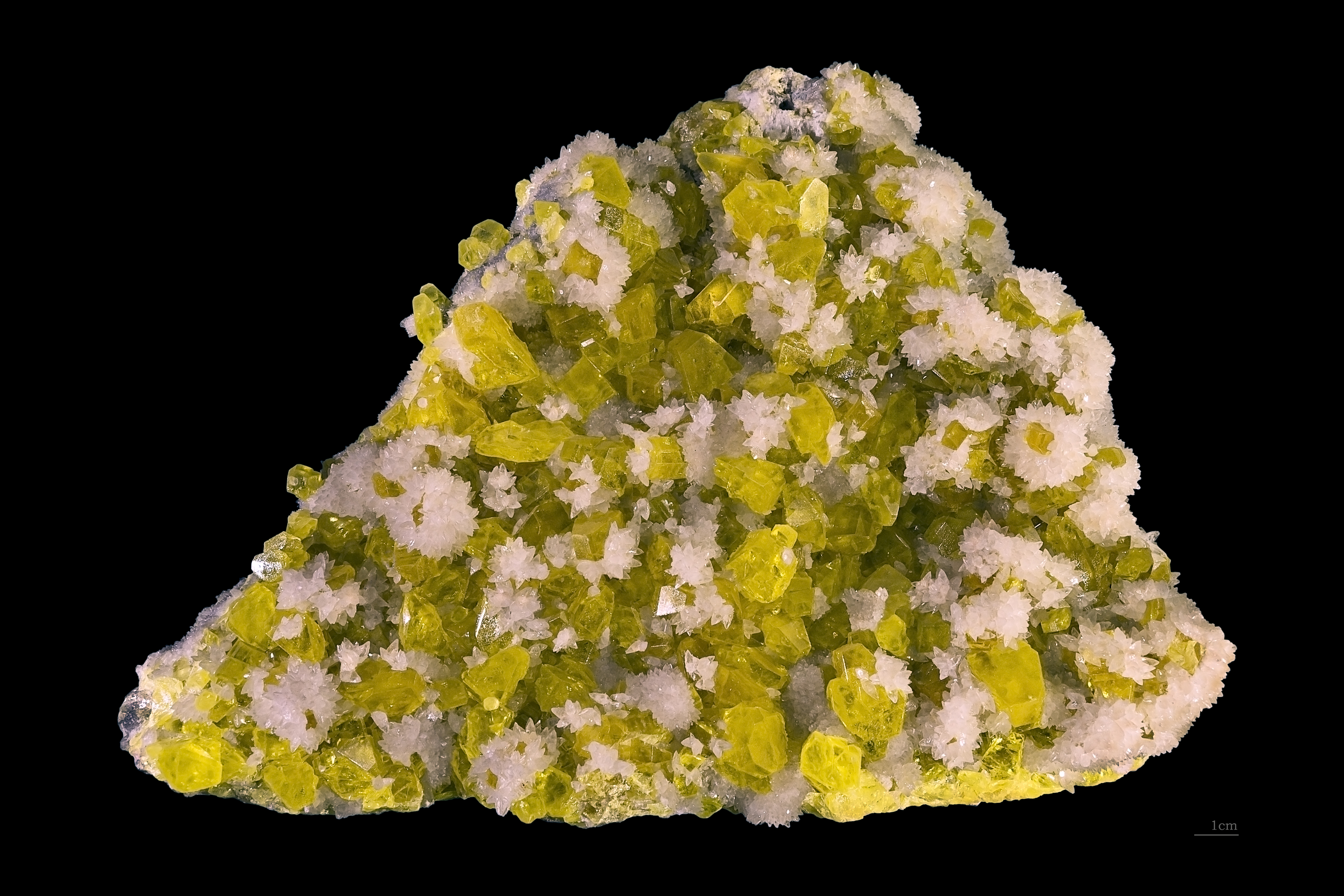
مادة كبريت
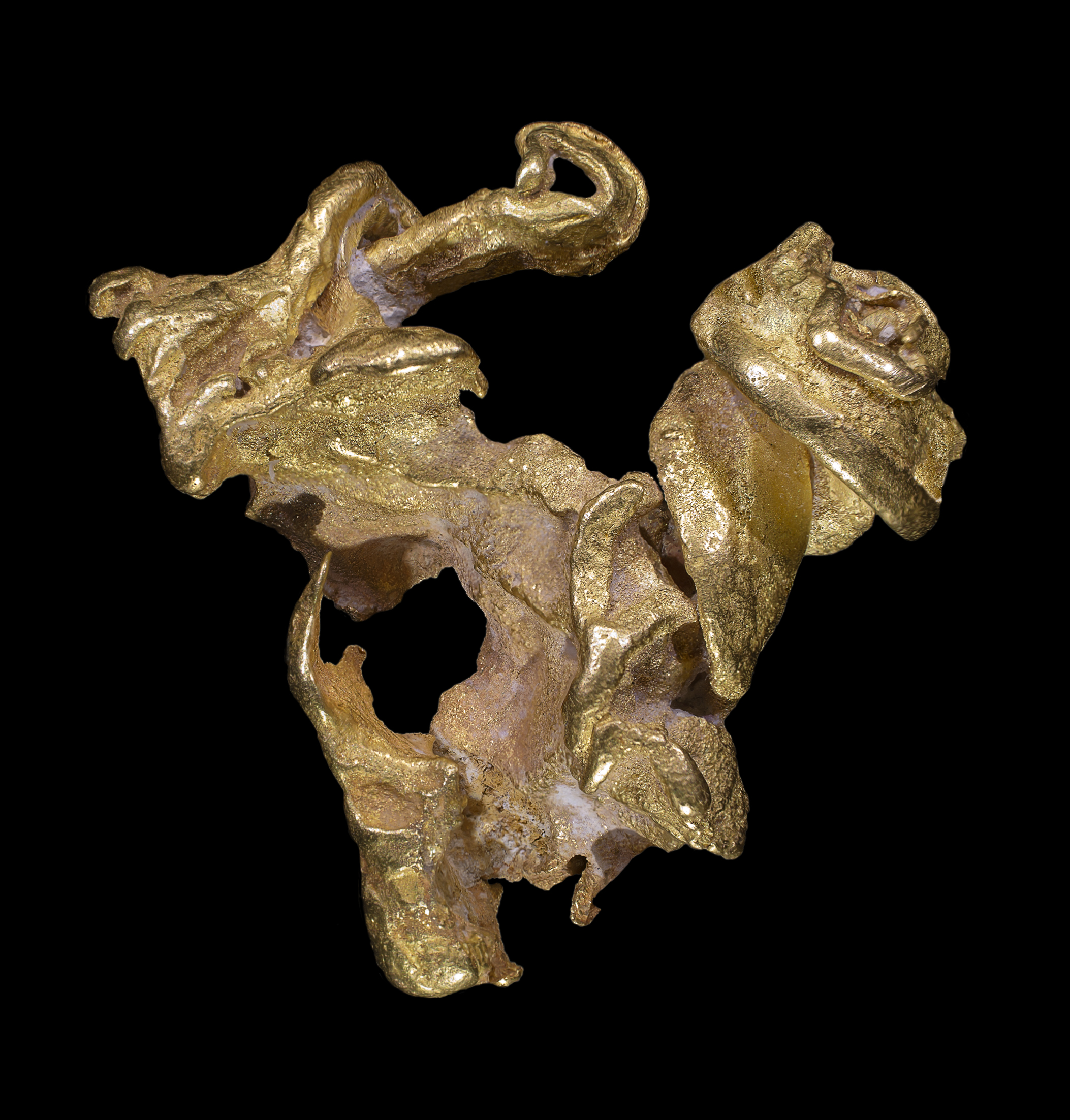
قطع من الذهب الخام
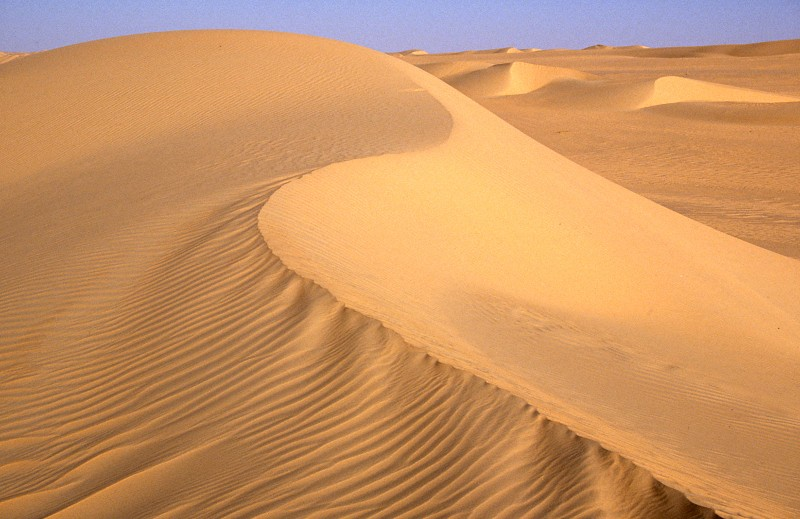
رمال الصحراء الكبرى

### بعض أعلام الدول والرايات

بربادوس
بلجيكا
بنين
البرازيل
بروناي
الصين
كولومبيا
إسبانيا
غينيا
جامايكا
ليتوانيا
ماليزيا
مالي
موريتانيا
موزمبيق
رومانيا
السويد
تشاد
توغو
أوكرانيا
الاتحاد الأوروبي
الفاتيكان
فيتنام
ألمانيا
البرتغال